# Monroe (Pensilvania)
Monroe es un borough ubicado en el condado de Bradford en el estado estadounidense de Pensilvania. En el año 2000 tenía una población de 514 habitantes y una densidad poblacional de 305 personas por km².

## Geografía
Monroe se encuentra ubicado en las coordenadas 41°42′46″N 76°28′31″O / 41.71278, -76.47528.

## Demografía
Según la Oficina del Censo en 2007 los ingresos medios por hogar en la localidad eran de $38,750 y los ingresos medios por familia eran $43,125. Los hombres tenían unos ingresos medios de $35,179 frente a los $25,625 para las mujeres. La renta per cápita para la localidad era de $18,242. Alrededor del 12.9% de la población estaba por debajo del umbral de pobreza.